# Aplomya lycaena
Aplomya lycaena är en tvåvingeart som först beskrevs av Charles Howard Curran 1927.  Aplomya lycaena ingår i släktet Aplomya och familjen parasitflugor. Inga underarter finns listade i Catalogue of Life.